# Angelus Figueira
Angelus Cruz Figueira (Manaus, 28 de agosto de 1950) é um engenheiro civil e político brasileiro, atualmente filiado ao Partido Social Cristão (PSC).
Foi prefeito de Manacapuru e deputado estadual do Amazonas, tendo sido eleito no ano de 2006, pelo Partido Verde (PV).
Em 2008, Angelus disputou a prefeitura de Manacapuru pelo PV, tendo conquistado a segunda colocação, com 18.794 votos, menos de 1% de diferença para Edson Bessa, que recebeu 19.153 votos. Dois anos depois, em abril de 2010, foi diplomado prefeito, substituindo Edson Bessa, cassado por irregularidades na campanha eleitoral.
Em 2012, ainda pelo PV, tentou a reeleição para prefeito de Manacapuru, mas não logrou êxito, chegando em segundo lugar, obtendo 20.435 votos (43,62%).
Em 2016, desta vez pelo PP, novamente disputou a prefeitura de Manacapuru, ficando em segundo lugar, tendo recebido 13.618 votos (26,57%).